# Độ phân giải màn hình
Độ phân giải màn hình hiển thị hoặc hiển thị các chế độ của truyền hình kỹ thuật số, màn hình máy tính hoặc thiết bị hiển thị là số pixel trong mỗi chiều có thể được hiển thị. Nó có thể là một thuật ngữ mơ hồ, nhất là khi độ phân giải hiển thị được điều khiển bởi các yếu tố khác nhau trong ống cathode ray (CRT), hiển thị màn hình phẳng trong đó bao gồm các màn hình tinh thể lỏng, hoặc màn chiếu sử dụng hình ảnh cố định phần tử (pixel) mảng.
Nó thường được trích dẫn như chiều rộng x chiều cao, với các đơn vị trong pixels: ví dụ, "1024 × 768" có nghĩa là chiều rộng là 1024 pixel và chiều cao là 768 pixel. Ví dụ này thường được nói là "1024 bảy sáu mươi tám" hay "1024 bảy sáu tám".
Một sử dụng thuật ngữ "màn hình hiển thị độ phân giải" áp dụng để cố định-pixel-array hiển thị như màn hình plasma (PDP), màn hình tinh thể lỏng (LCD), xử lý ánh sáng kỹ thuật số (DLP) máy chiếu, hoặc các công nghệ tương tự, và chỉ đơn giản là số vật lý của cột và hàng của các điểm ảnh tạo ra màn hình (ví dụ như 1920 × 1080). Một hệ quả của việc có một màn hình cố định lưới là, đối với đa định dạng đầu vào video, tất cả màn hình cần một "động cơ rộng" (một bộ xử lý video kỹ thuật số bao gồm một mảng bộ nhớ) để phù hợp với các định dạng hình ảnh đến màn hình hiển thị.
Lưu ý rằng đối với các tiêu chuẩn phát sóng truyền hình sử dụng của từ độ phân giải ở đây là sự nhầm lẫn, mặc dù phổ biến. Thuật ngữ "Độ phân giải màn hình hiển thị" thường được sử dụng để có nghĩa là kích thước điểm ảnh, số lượng điểm ảnh trong mỗi chiều (ví dụ như 1920 × 1080), mà không nói bất cứ điều gì về mật độ điểm ảnh của màn hình mà trên đó các hình ảnh thực sự hình thành: phát sóng truyền hình độ phân giải đúng đề cập đến mật độ điểm ảnh, số lượng điểm ảnh trên mỗi đơn vị khoảng cách hoặc diện tích, không phải tổng số pixels. Trong đo lường kỹ thuật số, độ phân giải màn hình hiển thị sẽ được đưa ra trong các điểm ảnh trên mỗi inch. Trong cách tính tương tự, nếu màn hình là cao 10 inch, sau đó độ phân giải ngang được đo trên một quảng trường rộng 10 inch. Điều này thường được ghi là "dòng phân giải ngang, mỗi chiều cao hình ảnh. Ví dụ, analog NTSC TV thường có thể hiển thị khoảng 340 dòng "mỗi chiều cao hình ảnh" độ phân giải ngang từ over-the-air nguồn, đó là tương đương với khoảng 440 tổng số dòng thông tin hình ảnh thực tế từ cạnh trái sang cạnh phải.

## Cân nhắc

1080p progressive scan HDTV, trong đó sử dụng một tỷ lệ 16: 9

Một số nhà bình luận còn sử dụng độ phân giải màn hình để chỉ ra một loạt các định dạng đầu vào điện tử đầu vào của màn hình sẽ chấp nhận và thường bao gồm các định dạng lớn hơn kích thước lưới mẹ đẻ của màn hình ngay cả khi họ có được giảm quy mô để phù hợp với các thông số của màn hình (ví dụ như việc chấp nhận một 1920 × 1.080 đầu vào trên một màn hình hiển thị với 1366 × 768 điểm ảnh mảng bản địa). Trong trường hợp các yếu tố đầu vào truyền hình, nhiều nhà sản xuất sẽ đưa các đầu vào và phóng to nó ra để "overscan" màn hình hiển thị bằng nhiều như 5% độ phân giải đầu vào nên không nhất thiết phải hiển thị độ phân giải.
Nhận thức của mắt của độ phân giải màn hình hiển thị có thể bị ảnh hưởng bởi một số yếu tố - xem hình ảnh độ phân giải và độ phân giải quang học. Một yếu tố là hình chữ nhật, màn hình hiển thị, mà được thể hiện như tỷ lệ của hình ảnh vật lý chiều rộng với chiều cao hình ảnh vật lý. Điều này được gọi là tỷ lệ khía cạnh. Tỷ lệ khía cạnh vật lý của một màn hình và tỉ lệ các điểm ảnh cá nhân có thể không nhất thiết phải giống nhau. Một mảng của 1280 × 720 trên 16: 9 hiển thị có điểm ảnh vuông, nhưng một mảng của 1024 × 768 trên 16: 9 có điểm ảnh hình chữ nhật.
Một ví dụ về hình dạng điểm ảnh ảnh hưởng đến "giải quyết" hay độ sắc nét cảm nhận: hiển thị nhiều thông tin trong một khu vực nhỏ hơn sử dụng độ phân giải cao hơn làm cho hình ảnh rõ ràng hơn nhiều hoặc "sắc nét". Tuy nhiên, hầu hết các công nghệ màn hình mới được cố định ở một độ phân giải nhất định; làm cho độ phân giải thấp hơn trên các loại màn hình rất nhiều sẽ làm giảm độ sắc nét, như một quá trình nội suy được sử dụng để "sửa chữa" các độ phân giải đầu vào không phải bản địa vào của màn hình độ phân giải đầu ra.
Trong khi một số màn hình CRT có thể sử dụng xử lý video kỹ thuật số có liên quan đến hình ảnh rộng sử dụng các mảng bộ nhớ, cuối cùng là "màn hình độ phân giải" trong CRT loại màn hình bị ảnh hưởng bởi các thông số khác như kích thước chỗ và tập trung, hiệu ứng astigmatic ở các góc màn hình, màu sắc phosphor sân bóng mặt nạ (như Trinitron) trong hiển thị màu sắc và độ rộng băng video.

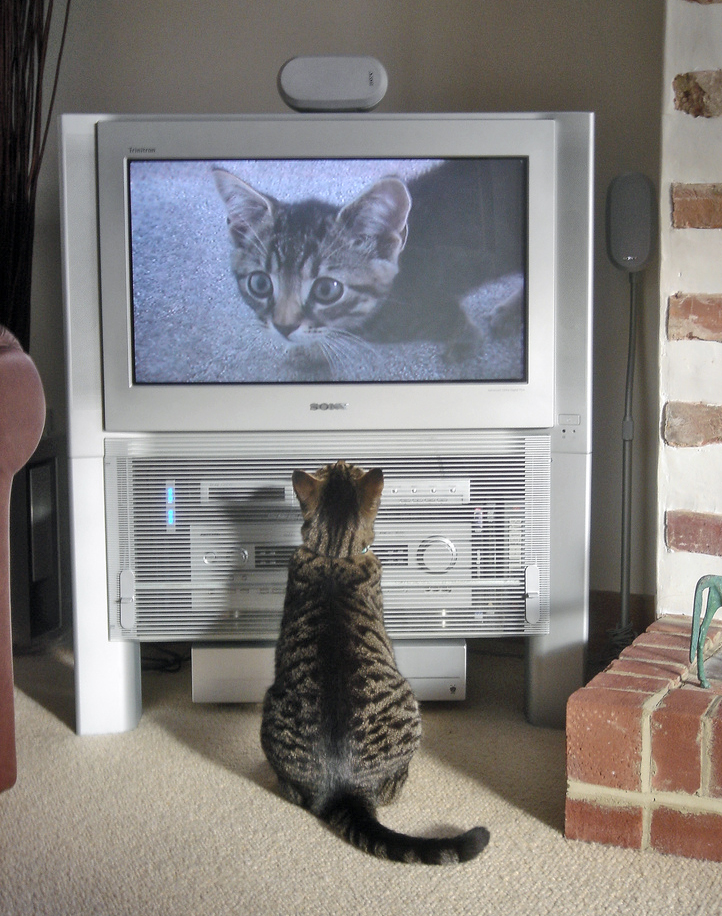
A 16: 9-truyền hình tỷ lệ từ tháng 10 năm 2004

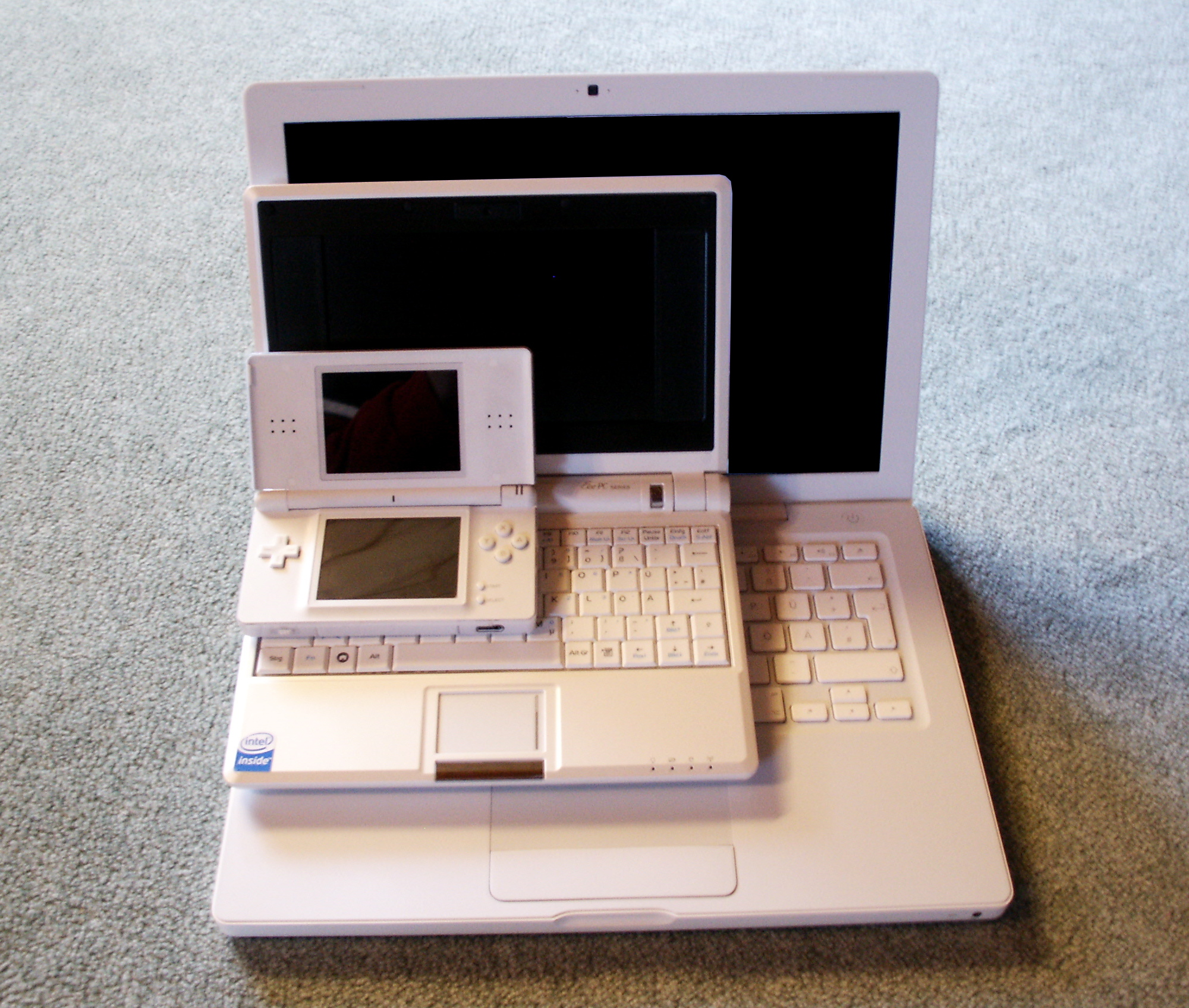
Sự khác biệt giữa kích thước màn hình trong một số thiết bị phổ biến

## Tiêu chuẩn hiện hành

### Tivi
Tivi có các độ phân giải sau đây
- Truyền hình độ nét tiêu chuẩn (SDTV):
  - 480i (NTSC tương thích với tiêu chuẩn kỹ thuật số sử dụng hai interlaced lĩnh vực 243 đường mỗi)
  - 576i (PAL tương thích với tiêu chuẩn kỹ thuật số sử dụng hai lĩnh vực interlaced của 288 dòng mỗi)
- Truyền hình độ nét tăng cường (EDTV):
  - 480p (720 × 480)
  - 576p (720 × 576)
- Truyền hình độ nét cao (HDTV):
  - 720p (1,280 × 720)
  - 1080i (1,920 × 1,080)
  - 1080p (1,920 × 1,080)
- Truyền hình siêu độ nét cao (UHDTV)
  - 2160p (3,840 × 2,160) hay là "4K UHD"
  - 4320p (7,680 × 4,320) hay là "8K UHD"
  - 8640p (15,360 × 8,640; một chẩn đoán trong tương lai)

### Màn hình máy tính
Màn hình máy tính truyền thống sở hữu độ phân giải cao hơn so với hầu hết các TV. Tính đến tháng 7 năm 2002, 1024 × 768 Graphics Extended Mảng là độ phân giải màn hình phổ biến nhất. Nhiều trang web và các sản phẩm đa phương tiện đã được tái thiết kế từ trước định dạng 800 × 600 để bố trí tối ưu cho 1024 × 768.
Tính khả dụng của màn hình LCD rẻ tiền đã làm cho 5: tỉ lệ độ phân giải 4 1280 × 1024 phổ biến hơn cho việc sử dụng máy tính để bàn. Nhiều người dùng máy tính bao gồm CAD người dùng, nghệ sĩ đồ họa và chơi game video chạy máy tính của họ ở độ phân giải 1200 × 1600 (UXGA) hoặc cao hơn nếu họ có các thiết bị cần thiết. Độ phân giải có sẵn gần đây khác bao gồm các khía cạnh ngoại cỡ như 1400 × 1050 SXGA + và các khía cạnh rộng như 1280 × 800 WXGA, 1440 x 900 WXGA +, 1680 × 1050 WSXGA +, và 1920 × 1200 WUXGA; màn hình được xây dựng với tiêu chuẩn 1080p 720p và cũng không phải là bất thường giữa các phương tiện truyền thông nhà và chơi video game, do sự tương thích màn hình hoàn hảo với bộ phim và video game phát hành. A mới hơn-hơn-HD độ phân giải 2560 × 1600 WQXGA được phát hành vào màn hình LCD 30-inch trong năm 2007. Trong năm 2010, màn hình LCD 27-inch với độ phân giải 2560 × 1440 đã được phát hành bởi nhiều nhà sản xuất như Apple và trong năm 2012 Apple đã giới thiệu một 2880 × 1800 hiển thị trên MacBook Pro  Bảng cho các môi trường chuyên nghiệp, chẳng hạn như sử dụng y tế và kiểm soát không lưu, độ phân giải hỗ trợ lên đến 4096 × 2160.
| Từ viết tắt  | Tỉ lệ  | Rộng (px) | Cao (px) | % Người sử dụng | % Người sử dụng web |
| ------------ | ------ | --------- | -------- | --------------- | ------------------- |
| SVGA         | 4:3    | 800       | 600      | 0.08            | 0.64                |
| WSVGA        | ~17:10 | 1024      | 600      | 0.17            | 1.59                |
| XGA          | 4:3    | 1024      | 768      | 2.85            | 9.84                |
| XGA+         | 4:3    | 1152      | 864      | 0.34            | 0.85                |
| WXGA         | 16:9   | 1280      | 720      | 0.93            | 1.65                |
| WXGA         | 5:3    | 1280      | 768      | 0.52            | 1.09                |
| WXGA         | 16:10  | 1280      | 800      | 2.44            | 8.90                |
| SXGA– (UVGA) | 4:3    | 1280      | 960      | 0.35            | 0.48                |
| SXGA         | 5:4    | 1280      | 1024     | 7.05            | 5.74                |
| HD           | ~16:9  | 1360      | 768      | 3.00            | 2.43                |
| HD           | ~16:9  | 1366      | 768      | 24.53           | 26.64               |
| SXGA+        | 4:3    | 1400      | 1050     | 0.10            | n/a                 |
| WXGA+        | 16:10  | 1440      | 900      | 5.74            | 5.95                |
| HD+          | 16:9   | 1600      | 900      | 7.76            | 4.99                |
| UXGA         | 4:3    | 1600      | 1200     | 0.30            | n/a                 |
| WSXGA+       | 16:10  | 1680      | 1050     | 6.27            | 2.96                |
| FHD          | 16:9   | 1920      | 1080     | 32.91           | 8.64                |
| WUXGA        | 16:10  | 1920      | 1200     | 2.11            | 0.95                |
| QWXGA        | 16:9   | 2048      | 1152     | 0.08            | n/a                 |
| WQHD         | 16:9   | 2560      | 1440     | 0.93            | 0.58                |
| WQXGA        | 16:10  | 2560      | 1600     | 0.13            | n/a                 |
|              | 3:4    | 768       | 1024     | n/a             | 5.31                |
|              | 16:9   | 1093      | 614      | n/a             | 0.64                |
|              | 16:9   | 1536      | 864      | n/a             | 0.70                |
| Other        |        |           |          | 1.41            | 9.42                |

Ghi chú
Các số liệu thống kê sử dụng hơi nước được thu thập từ người dùng của Steam mạng trong cuộc khảo sát phần cứng của tháng 4 năm 2014.
Các số liệu thống kê người sử dụng web đã được thu thập từ khách truy cập đến ba triệu trang web, bình thường hóa để chống lại thiên vị geolocational. Bao gồm các giai đoạn bốn tháng từ tháng giêng đến tháng 4 năm 2014.
Những con số này không đại diện cho người dùng máy tính nói chung.
Khi một độ phân giải màn hình máy tính được đặt cao hơn độ phân giải màn hình vật lý (độ phân giải), một số trình điều khiển video thực hiện màn ảo cuộn trên màn hình vật lý do đó hiện thực hóa một chiều hai máy tính để bàn ảo với khung nhìn của nó. Hầu hết các nhà sản xuất màn hình LCD không làm cho lưu ý độ phân giải gốc của bảng điều khiển như làm việc trong một nghị quyết không có nguồn gốc trên màn hình LCD sẽ dẫn đến một hình ảnh kém hơn, do giảm các điểm ảnh để làm cho phù hợp với hình ảnh (khi sử dụng DVI) hoặc không đủ lấy mẫu của tín hiệu analog (khi sử dụng kết nối VGA). Rất ít nhà sản xuất màn hình CRT sẽ báo độ phân giải gốc đúng, bởi vì màn hình CRT là analog trong tự nhiên và có thể thay đổi hiển thị của họ từ thấp như 320 × 200 (thi đua của các máy tính cũ hoặc chơi game) để tăng cao như hội đồng quản trị nội bộ sẽ cho phép, hoặc các hình ảnh trở nên quá chi tiết cho các ống chân không để tái tạo (tức là, tương tự blur). Như vậy, CRT cung cấp một sự thay đổi trong độ phân giải màn hình LCD độ phân giải cố định không thể cung cấp.
Trong những năm gần đây, tỷ lệ 16: 9 khía cạnh đã trở nên phổ biến hơn ở các màn hình máy tính xách tay. 1366 × 768 (HD) đã trở nên phổ biến đối với hầu hết các kích cỡ máy tính xách tay, trong khi năm 1600 × 900 (HD +) và 1920 × 1080 (FHD) có sẵn cho máy tính xách tay lớn hơn.
Theo như điện ảnh kỹ thuật số là có liên quan, các tiêu chuẩn video độ phân giải phụ thuộc đầu tiên vào 'tỉ lệ trong các khung hình bộ phim cổ (mà thường được quét cho kỹ thuật số trung gian hậu sản) và sau đó vào các điểm thực tế 'đếm. Mặc dù không có một bộ duy nhất của kích thước tiêu chuẩn, nó là chuyện thường trong ngành công nghiệp điện ảnh để tham khảo "n K" hình ảnh" chất lượng ", nơi n là một (nhỏ, thường là ngay cả) số nguyên mà chuyển thành một tập hợp các thực tế độ phân giải, tùy thuộc vào các định dạng phim. Là một tài liệu tham khảo cho rằng, đối với một 4: 3 (khoảng 1,33: 1) tỷ lệ khía cạnh mà một khung phim (dù định dạng của nó là gì) dự kiến sẽ ngang phù hợp, n là hệ số của năm 1024 như vậy mà độ phân giải ngang là chính xác 1024 • n điểm. Ví dụ, độ phân giải tham khảo 2K là 2048 × 1536 pixel, trong khi độ phân giải 4K tham khảo là 4096 × 3072 pixel. Tuy nhiên, 2K cũng có thể tham khảo các nghị quyết như 2048 × 1556 (full-khẩu độ), 2048 × 1152 (HDTV, 16: 9 aspect ratio) hoặc 2048 × 872 pixels (Màn ảnh rộng, 2.35: 1 tỉ lệ). Nó cũng đáng chú ý là trong khi độ phân giải khung hình có thể được, ví dụ, 3: 2 (720 × 480 NTSC), đó không phải là những gì bạn sẽ thấy trên màn hình (tức là 4: 3 hoặc 16: 9 tùy thuộc vào định hướng các điểm ảnh hình chữ nhật).

#### Sự phát triển các tiêu chuẩn

Trong hình ảnh này của một Commodore 64 màn hình khởi động, các đường viền màu xanh trong overscan khu vực sẽ là hầu như không thể nhìn thấy.

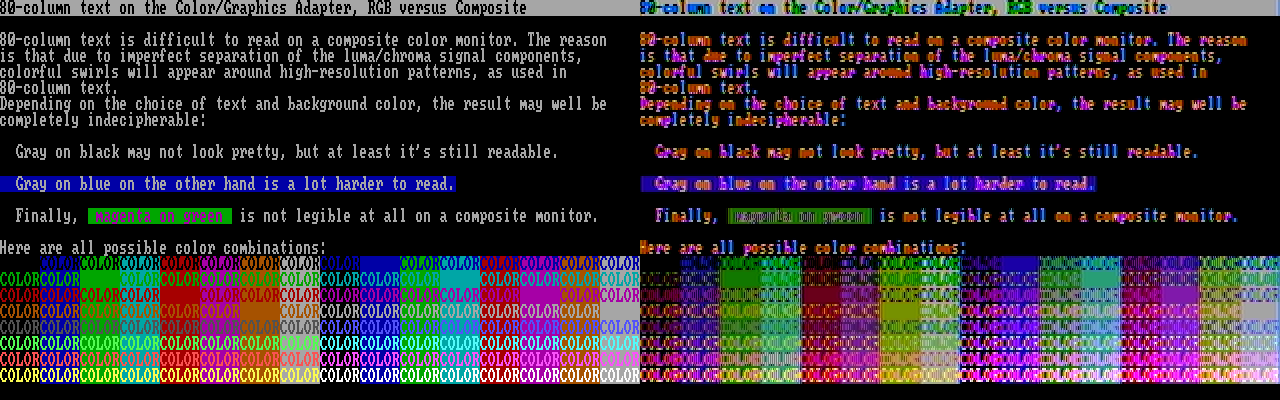
A 640 × 200 màn hình như được sản xuất bởi một màn hình (trái) và truyền hình.

Nhiều máy tính cá nhân được giới thiệu vào cuối năm 1970 và năm 1980 được thiết kế để sử dụng máy thu truyền hình như các thiết bị hiển thị của họ, làm cho độ phân giải phụ thuộc vào các tiêu chuẩn truyền hình sử dụng, bao gồm cả PAL và NTSC. Kích thước hình ảnh thường được giới hạn để đảm bảo khả năng hiển thị của tất cả các điểm ảnh trong các tiêu chuẩn truyền hình lớn và hàng loạt các bộ truyền hình với số lượng khác nhau của hơn quét. Các khu vực hình ảnh drawable thực tế là, do đó, hơi nhỏ hơn so với toàn bộ màn hình, và thường được bao quanh bởi một đường viền tĩnh màu (xem hình bên). Ngoài ra, quá trình quét interlace thường được bỏ qua để cung cấp ổn định hơn với hình ảnh, giảm một nửa hiệu quả phân giải dọc trong tiến trình. 160 × 200, 320 × 200 và 640 × 200 NTSC là độ phân giải tương đối phổ biến trong thời đại (224, 240 hoặc 256 scanlines cũng đã được phổ biến). Trong thế giới máy tính IBM, các nghị quyết đã được sử dụng bởi 16 màu EGA thẻ video.
Một trong những hạn chế của việc sử dụng truyền hình cổ điển là độ phân giải màn hình máy tính là cao hơn so với truyền hình có thể giải mã. Độ phân giải sắc độ cho NTSC TV/PAL được băng thông hạn chế đến tối đa 1,5 MHz, tương đương khoảng 160 pixels rộng, dẫn đến mờ của màu sắc cho các tín hiệu 320 - 640 hoặc toàn, và làm văn bản khó đọc (xem hình ảnh thứ hai để bên phải). Nhiều người dùng nâng cấp lên TV chất lượng cao hơn với S-Video hay RGBI đầu vào đã giúp loại bỏ sắc độ mờ và sản xuất màn hình dễ đọc hơn. Sớm nhất, giải pháp chi phí thấp nhất cho vấn đề sắc đã được cung cấp trong Atari 2600 Video System Computer và II + của Apple, cả hai đều cung cấp các tùy chọn để vô hiệu hóa các màu sắc và xem một di sản tín hiệu màu đen và trắng. Trên Commodore 64, GEOS nhân đôi các phương pháp Mac OS của việc sử dụng màu đen và trắng để cải thiện khả năng đọc.

A -4096 màu HAM ảnh interlaced sản xuất bởi một Amiga (1989)

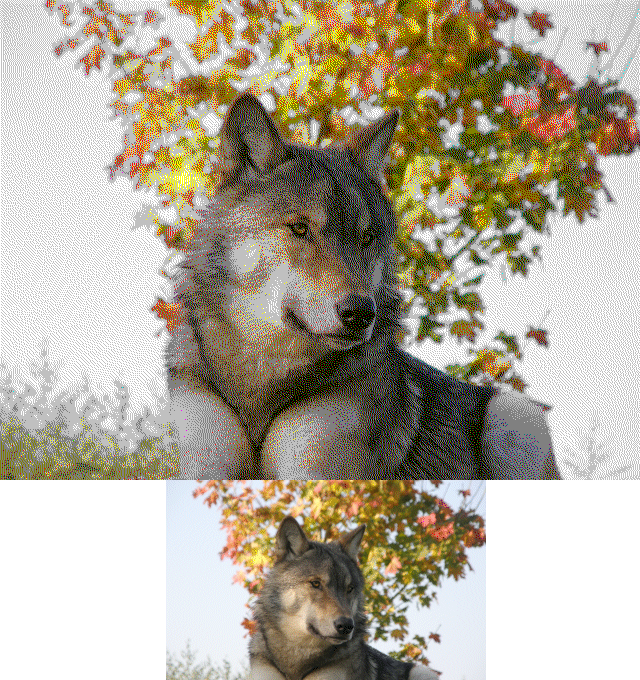
16 màu (trên) và 256 màu (dưới cùng) hình ảnh tiến bộ từ một năm 1980 VGA card. Dithering được sử dụng để khắc phục hạn chế màu.

Độ phân giải 640 × 400I (720 × 480i với biên giới bị vô hiệu hóa) lần đầu tiên được giới thiệu bởi máy tính gia đình như Commodore Amiga, và sau này, Atari Falcon. Những máy tính sử dụng interlace để tăng độ phân giải dọc tối đa. Các chế độ này được chỉ phù hợp với đồ họa hay chơi game, như là interlace nhấp nháy đã đọc văn bản trong xử lý văn bản, cơ sở dữ liệu, hoặc phần mềm bảng tính khó khăn. (Game console hiện đại giải quyết vấn đề này bằng cách trước lọc video 480i đến một độ phân giải thấp hơn. Ví dụ, Final Fantasy XII bị nhấp nháy khi lọc được tắt, nhưng ổn định khi lọc được khôi phục. Các máy tính của năm 1980 thiếu năng lượng đầy đủ để chạy phần mềm lọc tương tự.)
Các lợi thế của một máy tính overscanned 720 × 480i là một giao diện dễ dàng với sản xuất TV interlaced, dẫn đến sự phát triển của Newtek của video Toaster. Thiết bị này cho phép Amigas được sử dụng để tạo ra CGI trong ban tin tức khác nhau (ví dụ: lớp phủ thời tiết), các chương trình phim truyền hình như NBC của seaQuest, WB của Babylon 5, và hoạt hình máy tính tạo ra đầu bởi Disney cho The Little Mermaid, Beauty and the Beast, và Aladdin.
Trong thế giới máy tính, IBM PS / 2 VGA (đa màu) on-board chip đồ họa sử dụng một (progressive) độ phân giải không xen kẽ 640 × 480 × 16 màu đó là dễ dàng hơn để đọc và do đó hữu ích hơn cho công việc văn phòng. Đây là độ phân giải tiêu chuẩn từ năm 1990 đến khoảng năm 1996. Các độ phân giải tiêu chuẩn là 800 x 600 cho đến khoảng năm 2000. Microsoft Windows XP, phát hành năm 2001, được thiết kế để chạy ở 800 × 600 tối thiểu, mặc dù nó có thể chọn gốc 640 × 480 trong cửa sổ Advanced Settings.
Chương trình được thiết kế để bắt chước phần cứng cũ hơn như Atari, Sega, hoặc chơi game Nintendo (giả lập) khi gắn vào Multiscan CRT, thường xuyên sử dụng độ phân giải thấp hơn nhiều, chẳng hạn như 160 × 200 hoặc 320 × 400 cho tính xác thực hơn, mặc dù giả lập khác đã bị lợi dụng công nhận pixelation trên vòng tròn, hình vuông, hình tam giác và các tính năng hình học khác trên một độ phân giải thấp hơn cho một vẽ vector thu nhỏ hơn.